# Жук Олег Олегович
Оле́г Оле́гович Жу́к (нар. 8 вересня 1993 — 17 лютого 2015) — старший солдат Збройних сил України, учасник російсько-української війни.

## Життєвий шлях
Рано втратив батька, закінчив школу в селі Виноградівка Компаніївського району, працював різноробом.
2 серпня 2014-го мобілізований, старший солдат 9-ї роти 40-го окремого мотопіхотного батальйону 17-ї окремої танкової бригади, механік-водій.
У ніч проти 17 лютого 2015-го під Дебальцевим, прикриваючи відхід основних сил та важкої техніки, зазнав важкого поранення в живіт і ногу та був відправлений машиною до Артемівська. Автівка не доїхала, відтоді вважався зниклим безвісти.
У березні 2015-го бойові побратими упізнали тіло Олега в дніпропетровському морзі.
13 березня 2015 року з Олегом Жуком попрощалися в Ромашках, де й похований.
Лишились мама-інвалід і молодша сестра.

## Нагороди та вшанування
- Указом Президента України № 76/2016 від 1 березня 2016 року — орденом «За мужність» III ступеня (посмертно)[1]
- на пошанування Олега Жука перейменована одна з вулиць села Ромашки
- 9 вересня 2015 року в Компаніївському районі відбувся районний турнір пам'яті Героя, який проводиться відтоді кожного 9 вересня — в день народження Олега.